# Catocala puerpera
Catocala puerpera és una espècie de papallona nocturna de la subfamília Erebinae i la família Erebidae.

## Distribució
Es troba al mediterrani i subàrees mediterrànies d'Anatòlia, Orient Mitjà i al nord d'Àfrica.

## Descripció
Hi ha una generació per any.
Els adults volen de maig a juny.

## Plantes nutrícies
Les larves s'alimenten de Populus i Salix.

## Subespècies
- Catocala puerpera puerpera
- Catocala puerpera rosea Austaut, 1884 (Algèria)
- Catocala puerpera pallida Alphéraky, 1887 (Transcaspia, Xinjiang)
- Catocala puerpera syriaca Schultz, 1909 (Israel)